# Alla Pokrovskaia
Alla Borisovna Pokrovskaia (n. 18 septembrie 1937, Moscova, RSFS Rusă, URSS – d. 25 iunie 2019, Moscova, Rusia) a fost o actriță sovietică și rusă.

## Biografie
Alla Pokrovskaia s-a născut la Moscova. Tatăl ei a fost regizorul de operă Boris Pokrovski⁠(d), iar mama, Anna Nekrasova⁠(d), a fost directoarea Teatrului Central de Copii.
Pokrovskaia a fost profesoară la Școala de Teatru și Artă din Moscova. A fost căsătorită cu actorul Oleg Efremov.
A murit la 25 iunie 2019 la un spital din Moscova din cauza sepsisului cauzat de hepatopatie⁠(d), la vârsta de 81 de ani.